# Vuelo 780 de Cathay Pacific
El vuelo 780 de Cathay Pacific fue un vuelo desde el Aeropuerto Internacional Juanda en Surabaya, Indonesia, al Aeropuerto Internacional de Hong Kong el 13 de abril de 2010. A bordo viajaban 309 pasajeros y una tripulación de 13 personas. Al acercarse el vuelo 780 a Hong Kong, la tripulación no pudo modificar la potencia del motor 1. El avión, un Airbus A330-342, aterrizó a casi el doble de velocidad de un aterrizaje normal y sufrió daños menores. Los 57 pasajeros heridos resultaron heridos durante la evacuación por deslizamiento; uno de ellos sufrió heridas graves. Seis miembros de la tripulación también resultaron heridos.
La causa del accidente fue la contaminación del combustible cargado a bordo en Surabaya, que dañó gradualmente ambos motores del avión.
Los dos pilotos australianos del vuelo, el capitán Malcolm Waters y el primer oficial David Hayhoe, quienes lograron aterrizar la aeronave con seguridad a pesar del extraordinario desafío, han sido comparados con los pilotos Chesley Sullenberger y Jeffrey Skiles del vuelo 1549 de US Airways del año anterior (enero de 2009). En marzo de 2014, los dos pilotos del vuelo 780 recibieron el Premio Polaris de la Federación Internacional de Asociaciones de Pilotos de Aerolíneas por su heroísmo y destreza aérea.
El capitán Waters, de 35 años, había estado trabajando para Cathay Pacific durante 12 años, mientras que el primer oficial Hayhoe, de 37 años, había estado trabajando para Cathay Pacific durante 3 años y anteriormente había servido en la Real Fuerza Aérea Australiana durante 11 años.

## Aeronave
La aeronave involucrada era un Airbus A330-342, matriculado como B-HLL con número de serie 244, equipado con dos motores Rolls-Royce Trent 772-60. Realizó su primer vuelo el 4 de noviembre de 1998 y fue entregado a Cathay Pacific tres semanas después, el 25 de noviembre.Este avión fue configurado para una capacidad de 311 pasajeros y 13 tripulantes, con 44 asientos en clase ejecutiva y 267 asientos en clase económica.
Tras el accidente, fue adquirido por DVB Bank en julio de 2011 (Arena Aviation Capital desde marzo de 2017) y transferido a Dragonair (Cathay Dragon) el 23 de abril de 2012, siendo reconfigurado para una capacidad de 307 pasajeros, con 42 asientos en clase business y 265 en clase económica en 2013. También fue repintado con los nuevos colores de la librea de Cathay Dragon el 3 de noviembre de 2017. Seis años después, el avión sufrió otro incidente, el vuelo 691 de Hong Kong a Penang, el 8 de septiembre de 2016, con 295 pasajeros y tripulantes a bordo, cuando una furgoneta de reparto del aeropuerto se estrelló contra el motor izquierdo del avión.
La aeronave fue retirada del servicio el 13 de agosto de 2020, al vencimiento de su contrato de arrendamiento, tras su último vuelo comercial de Pekín a Hong Kong con el número KA993. Su último vuelo tuvo lugar el 14 de octubre de 2020, con destino al Pinal Airpark en Marana, Arizona, vía Anchorage con el número KA3496. La aeronave fue desguazada en el lugar en noviembre de 2021.

## Accidente
El vuelo 780 de Cathay Pacific partió de la plataforma 8 del Aeropuerto Internacional Juanda en Indonesia. Despegó de la pista 28 a las 08:24 hora local (01:24 UTC). Durante el ascenso, ambos motores experimentaron pequeñas fluctuaciones en la relación de presión del motor, y el motor n.º 2 fluctuó en un rango mayor que el n.º 1.Poco más de media hora después del despegue, volando a un nivel de vuelo 390 (aproximadamente 39 000 pies (11 887 m) sobre el nivel del mar), el sistema del monitor electrónico centralizado de la aeronave (ECAM) mostró un mensaje de error "ENG 2 CTL SYS FAULT".
Casi dos horas después de la salida, a las 03:16 UTC, reapareció el mensaje ECAM "ENG 2 CTL SYS FAULT". La tripulación contactó con el control de mantenimiento para revisar el problema. Dado que todos los demás parámetros del motor se mantuvieron normales, se consideró seguro continuar hacia Hong Kong.
Después de transcurrir otras dos horas, el avión estaba descendiendo hacia Hong Kong cuando, a las 05:19 UTC, a unos 203 kilómetros (126 mi; 110 nmi) al sureste del Aeropuerto Internacional de Hong Kong, el ECAM del avión mostró "ENG 1 CTL SYS FAULT" y "ENG 2 STALL" en un corto período.El segundo mensaje indicaba una pérdida del compresor del motor, un problema potencialmente grave. La tripulación de vuelo realizó las acciones necesarias del ECAM con la palanca de empuje del motor n.° 2 en ralentí (o posición de empuje mínimo). La tripulación ajustó el motor n.° 1 a la máxima potencia continua para compensar la baja potencia del motor n.° 2. Tras estas acciones, la tripulación comunicó una señal "pan-pan" al control del tráfico aéreo de Hong Kong, solicitando la ruta más corta posible al aeropuerto y un aterrizaje prioritario.
Unos minutos más tarde, a unos 83 kilómetros (52 mi; 45 nmi) al sureste del Aeropuerto Internacional de Hong Kong, el avión estaba en descenso y se acercaba a una altitud de 8000 pies (2438 m) cuando apareció un mensaje ECAM "ENG 1 STALL". La tripulación de vuelo llevó a cabo las acciones para una pérdida de sustentación del compresor del motor n.º 1 y declaró un "mayday". El capitán luego movió las palancas de empuje para probar las respuestas del motor. La velocidad del ventilador rotacional del motor n.º 1 aumentó lentamente hasta aproximadamente el 74% N1, mientras que el motor n.º 2 permaneció funcionando por debajo de la velocidad de ralentí, aproximadamente el 17% N1, proporcionando suficiente empuje para estabilizarse a 5500 pies y llegar a Hong Kong. A medida que el vuelo se aproximaba al aeropuerto, la tripulación descubrió que el movimiento de las palancas de empuje no logró reducir el empuje por debajo del 74% N1 en el motor n.º 1.
A las 13:43 hora local (05:43 UTC), 11 minutos después de declarar la "solicitud de auxilio", el avión tocó tierra con fuerza en la pista 07L (longitud 3800 m; 12.470 pies) a una velocidad respecto al suelo de 426 kilómetros por hora (265 mph; 230 ns),176 kilómetros por hora (109 mph; 95 ns) por encima de la velocidad normal de toma de contacto para un A330y por encima tanto de la velocidad máxima permitida de extensión de flaps como de la velocidad nominal de los neumáticos.El avión rebotó y recuperó el vuelo brevemente hasta que se estrelló contra la pista con fuerza mientras se inclinaba a la izquierda, lo que provocó que el motor izquierdo rozara la superficie de la pista. Ambos spoilers laterales se desplegaron automáticamente. Solo el inversor de empuje del motor n.° 1 se desplegó y activó, mientras que el inversor de empuje del motor derecho dejó de responder debido a un problema técnico, lo que obligó a la tripulación a detener la aeronave mediante el frenado manual. El motor n.° 1 se mantuvo entre el 70 % y el 80 % de N1 hasta que la tripulación apagó ambos motores al detenerse.
Cinco de los ocho neumáticos principales del avión se desinflaron. Los bomberos del aeropuerto informaron que salía humo y llamas del tren de aterrizaje.El capitán ordenó una evacuación de emergencia, durante la cual resultaron heridos 57 pasajeros, de los cuales 10 fueron trasladados al hospital.

## Investigaciones
Los investigadores del Departamento de Aviación Civil de Hong Kong, la Oficina de Investigación y Análisis para la Seguridad de la Aviación Civil (BEA) de Francia y la Rama de Investigación de Accidentes Aéreos (AAIB) del Reino Unido formaron un equipo para investigar el accidente. El Comité Nacional de Seguridad en el Transporte (NTSC) de Indonesia y la Junta Nacional de Seguridad en el Transporte (NTSB) de los Estados Unidos también participaron en la investigación, al igual que representantes de Airbus, Rolls-Royce Holdings y Cathay Pacific.
Se descargaron para su análisis los datos de la grabadora digital de datos de vuelo, la grabadora de voz de cabina y la grabadora de acceso rápido. La investigación se centró en los motores, los sistemas de control de los motores y el sistema de combustible.
El análisis de los motores reveló que sus sistemas de combustible estaban contaminados con partículas esféricas. La División de Investigación de Accidentes del Departamento de Aviación Civil de Hong Kong concluyó que el accidente fue causado por estas partículas esféricas.El combustible contaminado, que contenía partículas de polímero superabsorbente (SAP) introducidas en el sistema de combustible cuando el avión cargó combustible en Surabaya, provocó posteriormente la pérdida del control de empuje en ambos motores del avión durante la aproximación a Hong Kong.
Las partículas de polímero, un componente de los monitores de filtro instalados en un dispensador de combustible en el Aeropuerto de Juanda, provocaron el atascamiento de las válvulas dosificadoras principales de la unidad dosificadora de combustible. Se observó que las válvulas estaban atascadas en posiciones que correspondían al empuje registrado de cada motor al aproximarse a Hong Kong.Se encontraron otros componentes del motor contaminados con partículas, mientras que el controlador de álabes variables del estator del motor n.° 2 estaba agarrotado. Todo el sistema de combustible, incluidos los tanques, estaba contaminado con partículas esféricas.
Las muestras de combustible recogidas en el Aeropuerto Internacional Juanda estaban contaminadas con partículas.El sistema de tuberías de suministro de combustible utilizado para reabastecer aeronaves en el Aeropuerto Internacional de Juanda se había ampliado recientemente durante la construcción de nuevas zonas de estacionamiento. La investigación reveló que no se habían seguido todos los procedimientos al volver a poner en servicio el sistemay que se había introducido agua salada inadvertidamente en el suministro de combustible. La presencia de agua salada afectó a los monitores de los filtros del sistema de tuberías, liberando partículas de SAP en el combustible.

## Filmografía
El accidente apareció en el primer episodio de la decimonovena temporada de la serie de televisión canadiense Mayday: catástrofes aéreas, del canal National Geographic titulado «Descenso mortal» y en Mayday: Informe Especial en el episodio «Motores fuera».